# Könnyü testi sértés
Könnyü testi sértés è un film del 1983 diretto da György Szomjas.

## Produzione
Il film fu prodotto dalla MAFILM Hunnia Stúdió.

## Distribuzione
Uscì nelle sale cinematografiche ungheresi il 27 ottobre 1983 distribuito dalla Mokép. Fu in concorso al Berlin International Film Festival del febbraio 1984. Venne presentato negli Stati Uniti - dov'è conosciuto con il titolo inglese Tight Quarters - nel maggio 1986 a Los Angeles. In Belgio, partecipò al Festival di Gent, dove venne proiettato il 1º maggio 1986.